# Pheidole texana
Pheidole texana är en myrart som beskrevs av Wheeler 1903. Pheidole texana ingår i släktet Pheidole och familjen myror. Inga underarter finns listade i Catalogue of Life.

## Bildgalleri

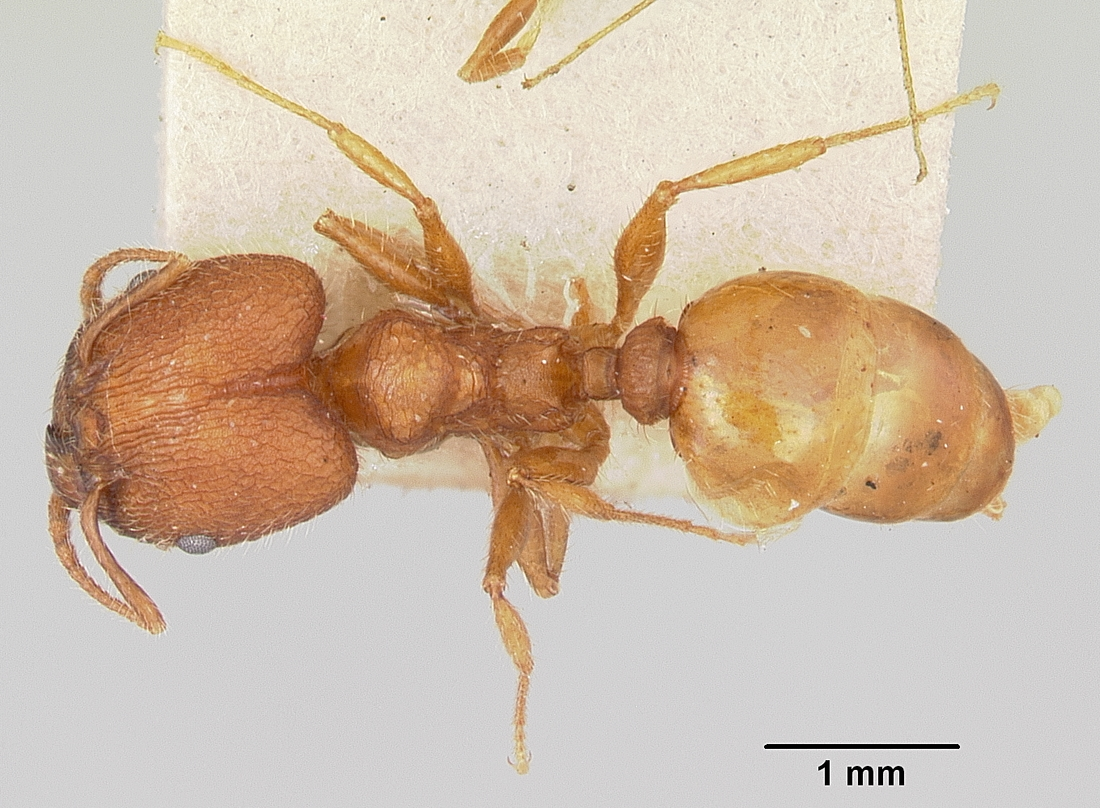
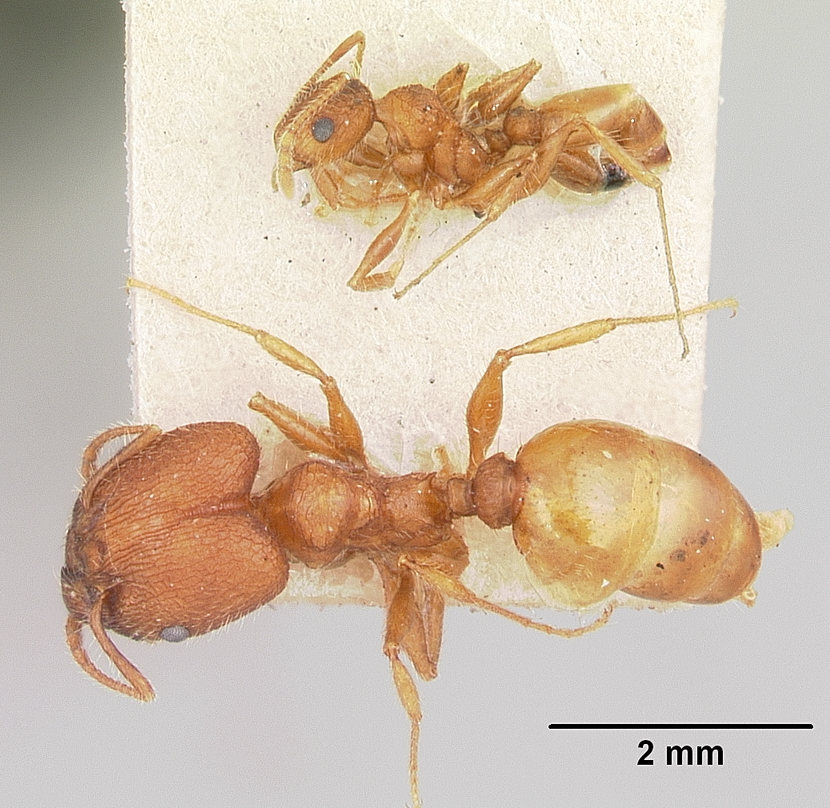
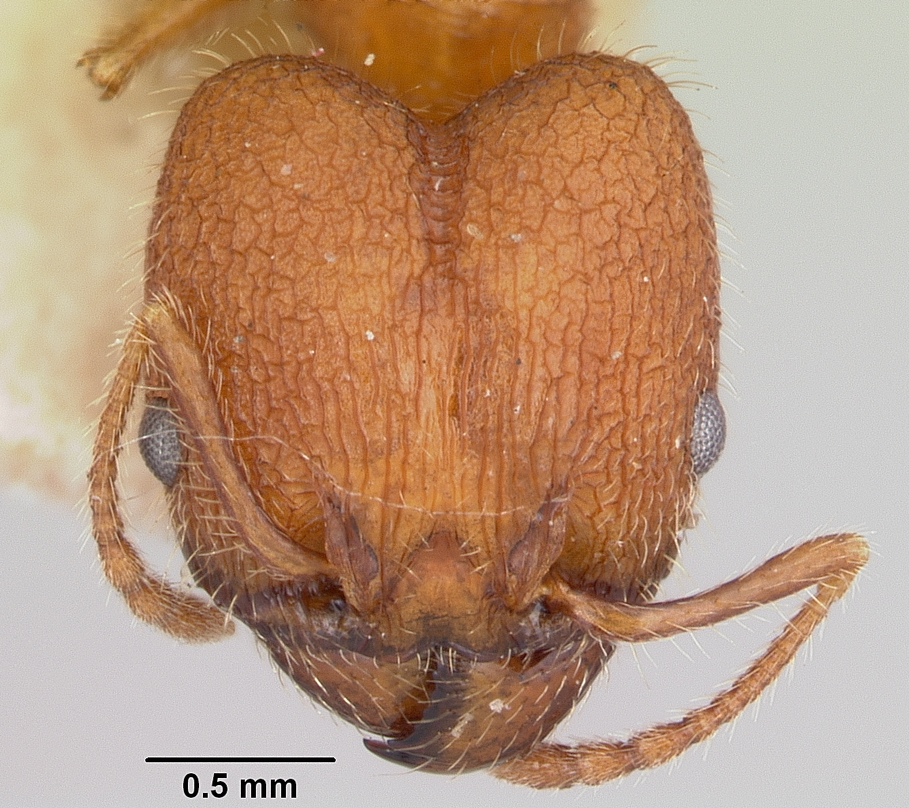
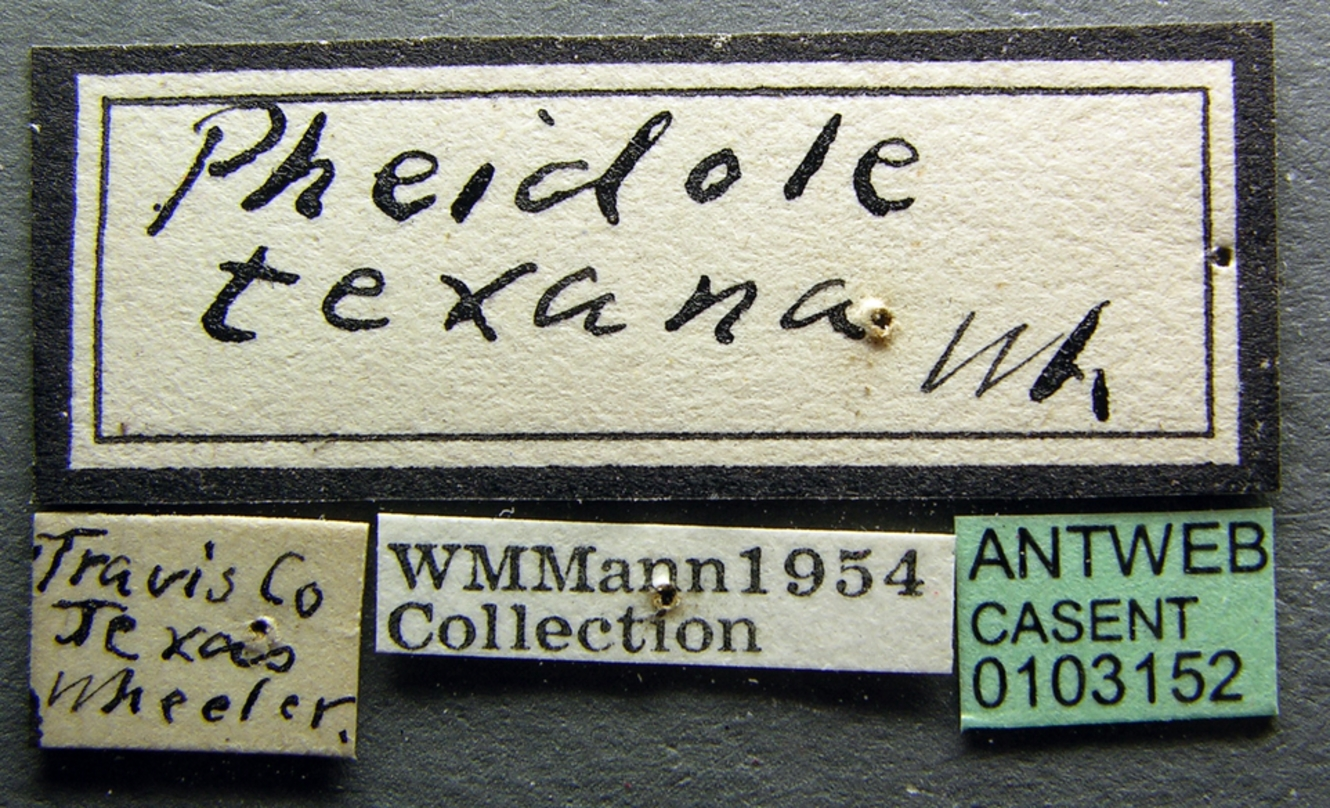
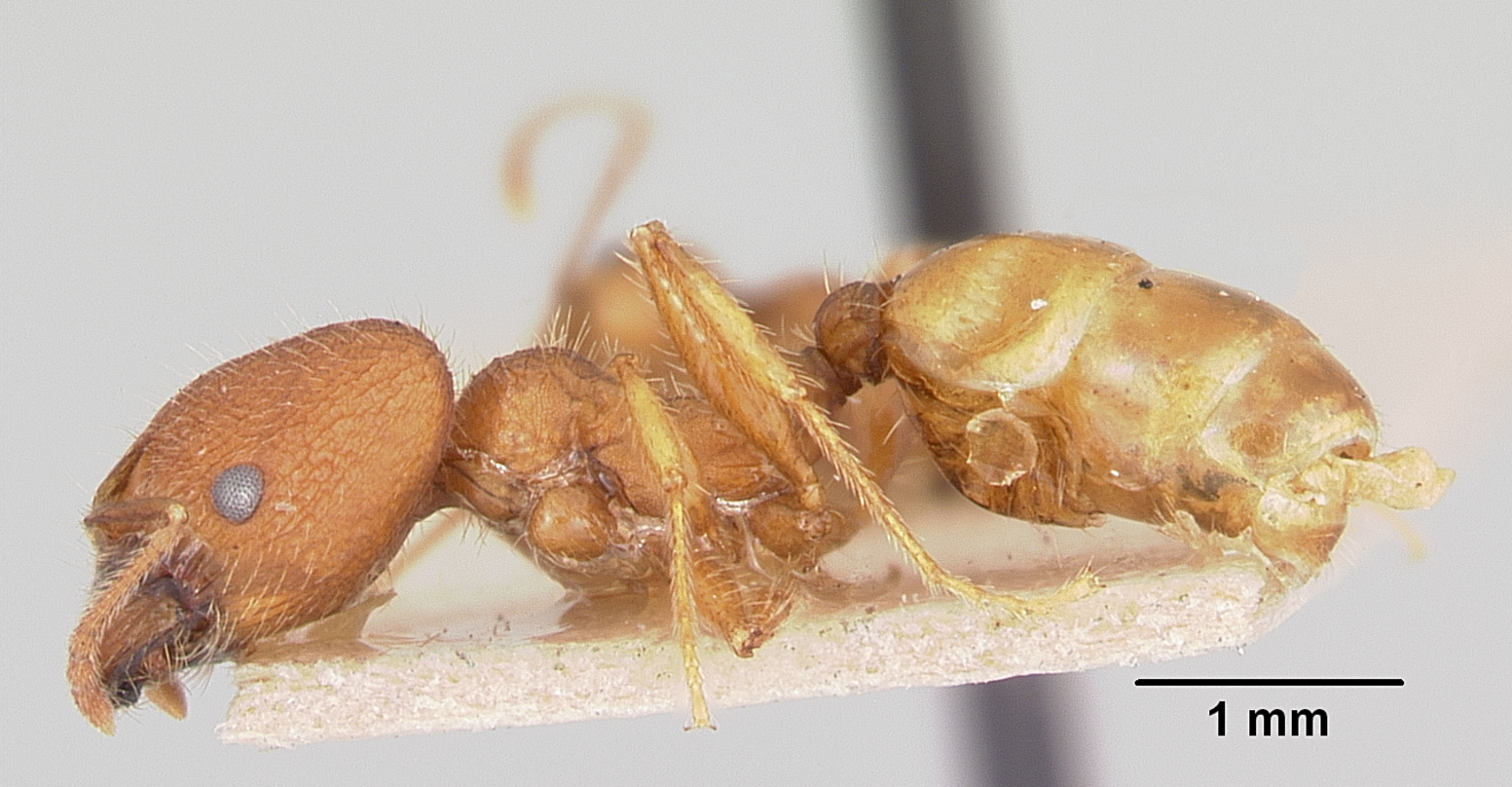
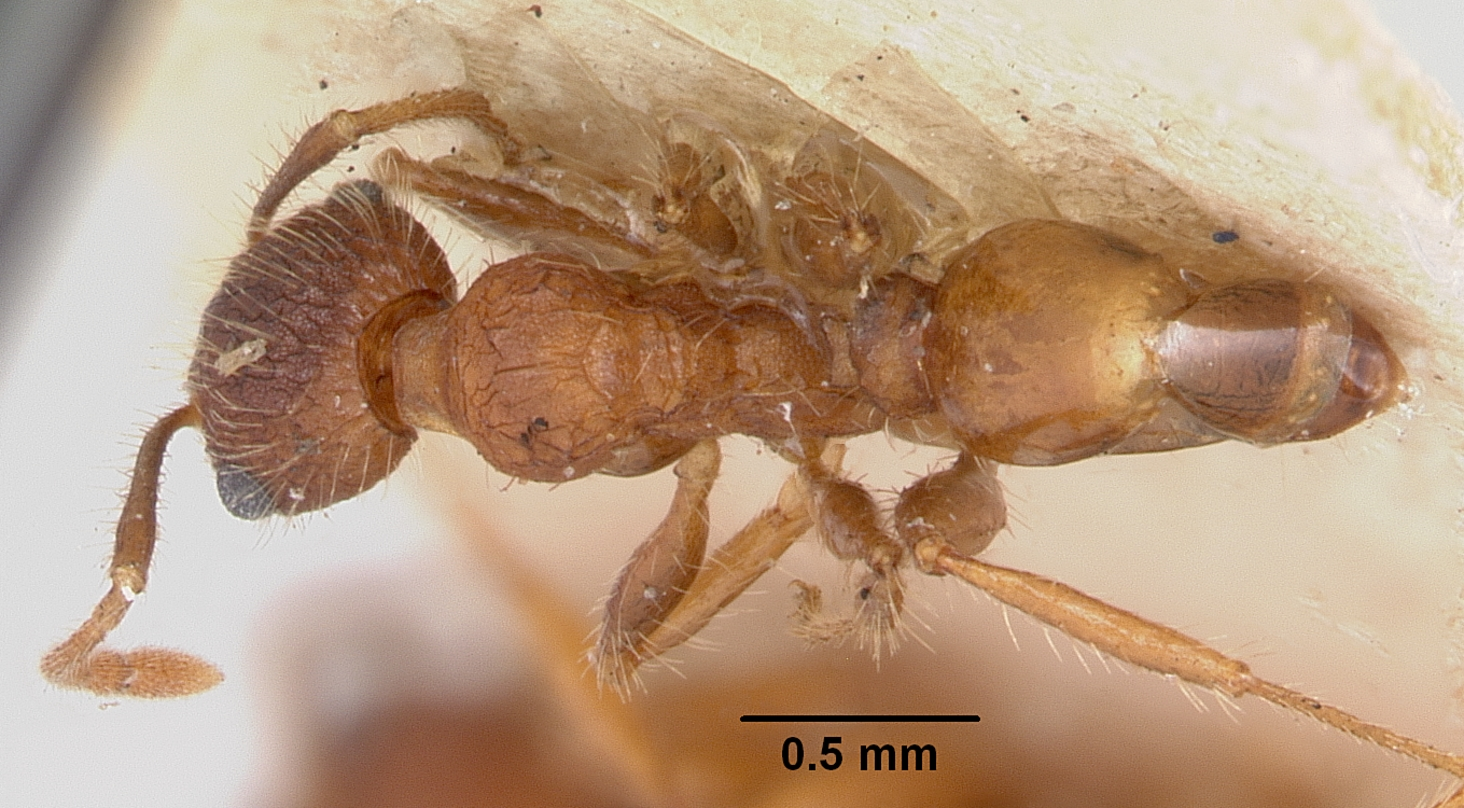